# The Best of Pink Floyd: A Foot in the Door
The Best of Pink Floyd: A Foot in the Door (lub A Foot in the Door: The Best of Pink Floyd) – wydana w 2011 roku kompilacja utworów brytyjskiego zespołu rockowego Pink Floyd. Zawiera utwory między innymi z: The Wall, The Dark Side of the Moon i Wish You Were Here. Album wydany został jedynie w papierowej okładce podobnie jak inne albumy zespołu zremasterowane i wydane w roku 2011
Wszystkie utwory zostały zremasterowane przez Jamesa Guthriego i Joela Plante. Autorem okładki jest StormStudios.
W Polsce składanka osiągnęła status platynowej płyty.

## Lista utworów
| nr | Tytuł                                  |
| -- | -------------------------------------- |
| 1  | Hey You                                |
| 2  | See Emily Play                         |
| 3  | The Happiest Days of Our Lives         |
| 4  | Another Brick in the Wall(part 2)      |
| 5  | Have a Cigar                           |
| 6  | Wish You Were Here                     |
| 7  | Time                                   |
| 8  | The Great Gig in the Sky               |
| 9  | Money                                  |
| 10 | Comfortably Numb                       |
| 11 | High Hopes                             |
| 12 | Learning to Fly                        |
| 13 | The Fletcher Memorial Home             |
| 14 | Shine on You Crazy Diamond (parts 1-5) |
| 15 | Brain Damage                           |
| 16 | Eclipse                                |